# Наяди
Наядите в древногръцката митология са нимфи, които имат власт над изворите, ручеите, потоците. Те се отнасят към потомците на Океан и Тетида, наброяват до три хиляди. По думите на Хезиод „да не изрекат всички техни имена, не е по силите на никой от човеците. Знае името на потока само този, който близо живее“
Наядите са древни божества, заедно с хтоничните божества, те се споменават заедно със сатирите, куретите, корибантите и др. Те са пазители на водата и имат благодетелни функции. Има наяди-целителки и лечителки, къпането в чиито води лекува болести. Водите на източниците, обитавани от наяди имат очистващо и прорицателско въздействие и даже имат способността да даряват младост и безсмъртие.
Наядите се асоциират със сладката вода, докато океанидите със солената, а нереидите специално със Средиземно море, но тъй като древните гърци са мислели, че всички световни води са една система, които се процеждат във и от морето към дълбоките недра на земята, за да излязат чисти в изворите, има известно припокриване.
Същността на наядите е ограничена до техния извор или поток. Ако те пресъхнат, наядите умират.